# Glamourfeminism
Glamourfeminism, är framförallt i media en politisk beteckning som av företrädarna beskrivs som en form av feminism som dessa bekänner sig till. Glamourfeminismen företräds bland annat av glamourmodeller. Företrädarna anser att de är starka kvinnor som går sin egen väg och att de vill visa upp sina kroppar för att de är stolta över dem.
Glamourfeminismen har fått viss kritik. Bland andra forskaren Leonor Camauër har karaktäriserat den som en "allmän 'ta för sig'-ideologi" som inte bör förväxlas med feminism. Å andra sidan kallar sig Margareta Hägglund, före detta chefredaktör på tidningen Tara, för glamourfeminist.